# إيفان موروفيتش
إيفان إدواردو موروفيتش (ولد في 24 مارس 1963) هو لاعب شطرنج تشيلي يحمل لقب أستاذ كبير دولي.

## مسيرته في الشطرنج
بدأ موروفيتش لعب الشطرنج في سن التاسعة، وسرعان ما برز في الساحة التنافسية. في عام 1979 فاز ببطولة عموم أمريكا للشطرنج للناشئين. في عام 1980، احتل موروفيتش المركز الثالث في بطولة العالم للشطرنج للناشئين في دورتموند، خلف غاري كاسباروف ونايجل شورت، في العام التالي فاز ببطولة تشيلي للشطرنج. في سن 22 أصبح أول تشيلي يمنحه الاتحاد الدولي للشطرنج لقب أستاذ دولي كبير (GM). كانت أفضل مشاركة له في بطولة في عام 1993، عندما فاز في لاس بالماس، متقدمًا على فيسواناثان أناند، الذي تعادل معه.
أفضل نظام تصنيف إيلو لموروفيتش هو 2613، والذي حققه في عام 1999.

## مشاركاته الدولية
شارك في ثلاثة عشر أولمبياد للشطرنج ممثلاً تشيلي في الأعوام:
- 1978
- 1980
- 1982
- 1984
- 1986
- 1988
- 1990
- 1996
- 2002
- 2004
- 2010
- 2012
- ومثل كرواتيا في عام 2000.

## روابط خارجية
- Iván Morovic على موقع الاتحاد الدولي للشطرنج (الإنجليزية)
- Iván Morovic على موقع مباريات الشطرنج (الإنجليزية)
- Iván Morovic على موقع 365Chess.com (الإنجليزية)
- Iván Morovic على موقع Chesstempo.com (الإنجليزية)
- Iván Morovic سجل أولمبياد الشطرنج على موقع OlimpBase.org (الإنجليزية)